# Alessandro Parisi
Alessandro Parisi (* 15. April 1977 in Palermo) ist ein italienischer Fußballspieler. Er spielt auf der Position eines Abwehrspielers.
Parisi begann seine Karriere bei US Palermo in der Serie B in der Saison 1995/96. In der nächsten Saison wechselte er zu Trapani, blieb dort aber auch nur eine Saison und kehrte wieder zu Palermo zurück. Ab 1998/99 war er für zwei Jahre bei Reggiana und wechselte zur Saison 2000/01 zu US Triestina, die in der Saison 2002/03 in der Serie B den Aufstieg schafften.
Von 2003 bis 2008 spielte er für den FC Messina, zuletzt in der Serie A. 2008 wechselte er zum AS Bari.
In der Saison 2011/12 schaffte er mit dem FC Turin den Aufstieg in die Serie A.
Im Sommer 2012 wurde Parisi für zwei Jahre gesperrt, nachdem bekannt wurde, dass er während seiner Zeit bei Bari in Spielabsprachen verwickelt war.